# Rossomyrmex

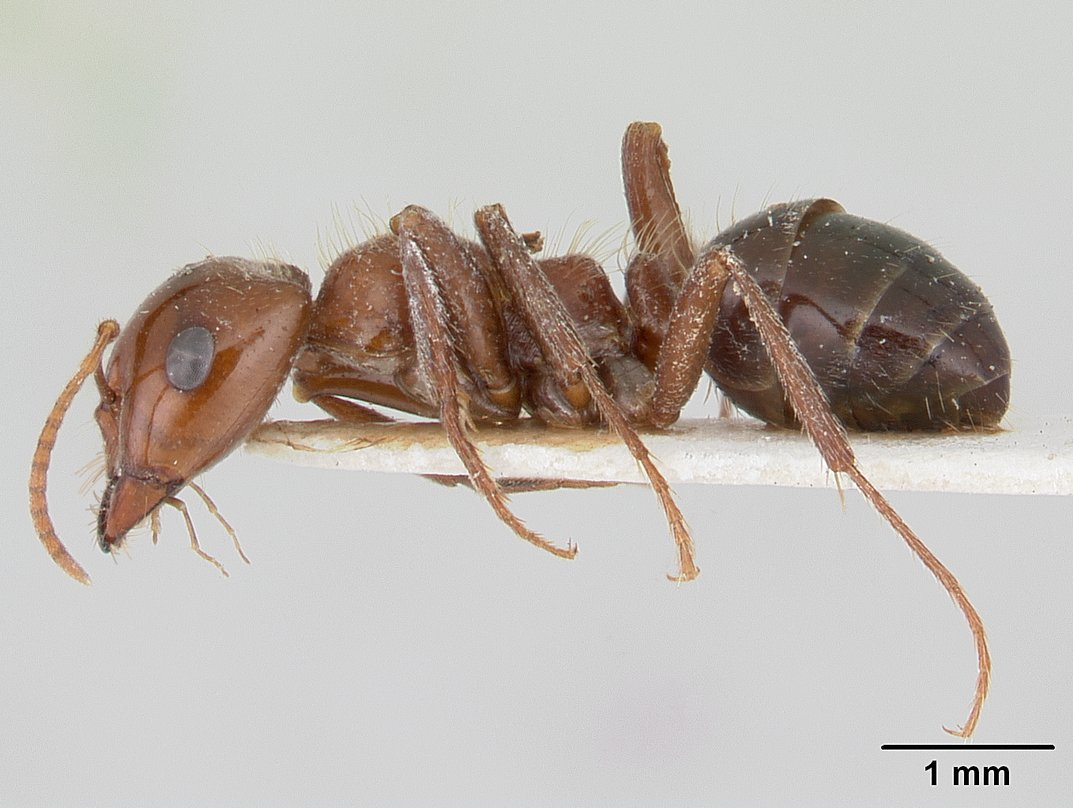
Rossomyrmex proformicarum

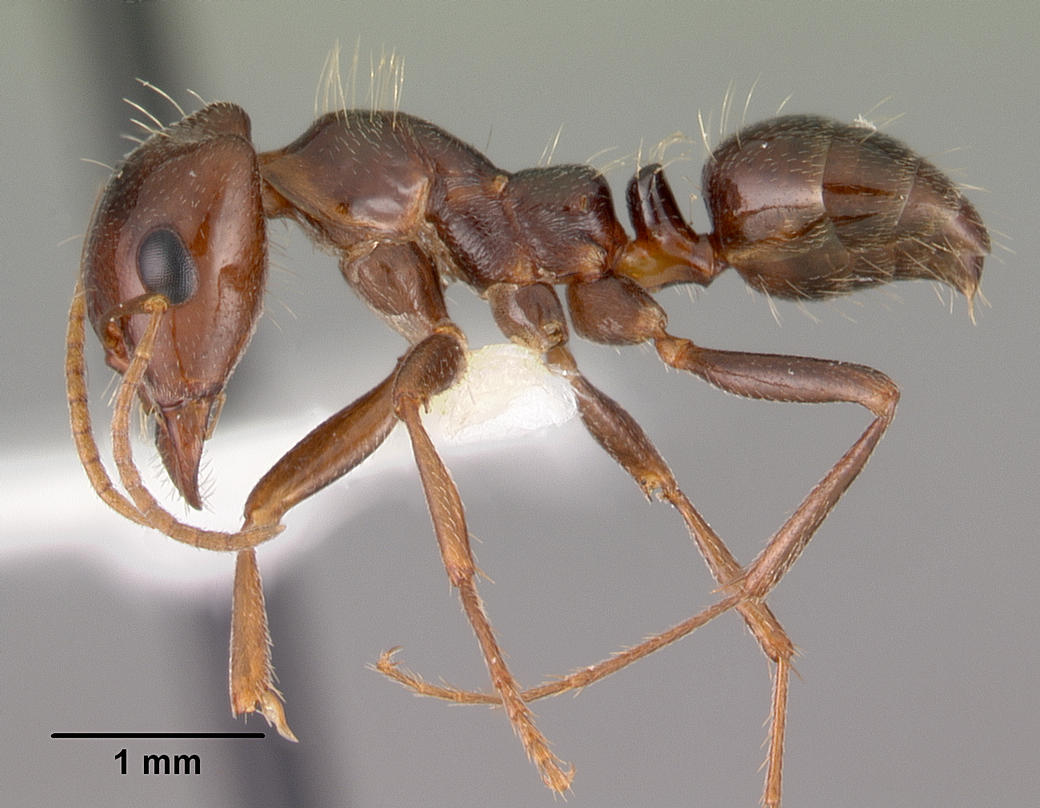
Rossomyrmex minuchae

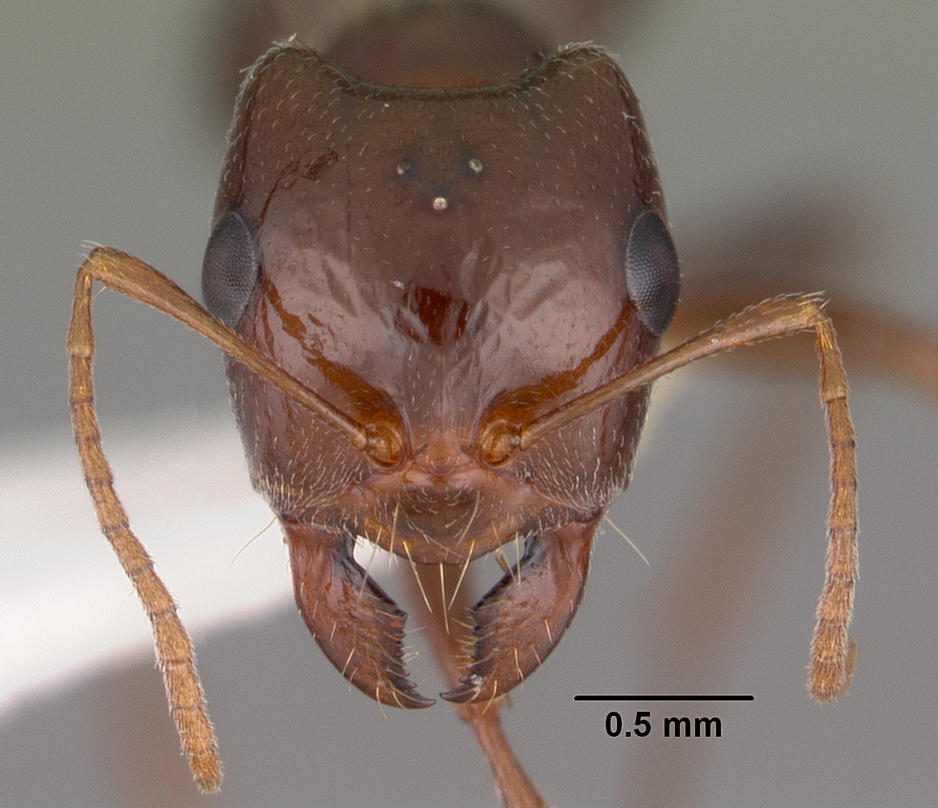
Rossomyrmex minuchae

Rossomyrmex (лат.) — род мелких по размеру муравьёв-рабовладельцев из подсемейства Formicinae (Formicidae). Включает четыре вида, каждый из которых имеет одного хозяина из рода Proformica, используемых в качестве рабов, выполняющих все рабочие функции в гнезде. Рабовладельцы совершают рейды на их гнёзда, похищают на стадии личинок и куколок и приносят в свой муравейник. Rossomyrmex имеет очень широкий диапазон распространения в степных и пустынных регионах Евразии от западного Китая до юго-востока Испании, от огромных обширных равнин до вершин высоких гор.

## Описание
Размеры рабочих около 5—6 мм. Окраска красно-коричневая или чёрная. Жвалы с 4—6 зубцами. Вершинный зубец мандибул значительно больше предвершинного. Антенны рабочих и маток 12-члениковые (у самцов усики состоят из 13 сегментов). Скапус на вершине имеет почти вдвое больший диаметр, чем в своей базальной части. Нижнечелюстные щупики 6-члениковые, нижнегубные щупики состоят из 4 сегментов. Голова и почти всё тело гладкие и блестящие; фронтальные кили редуцированы; голова с выемкой на затылке. Мезопроподеальное вдавление явственное. Проподеум выступающий, но без шипиков. Стебелёк между грудью и брюшком состоит из одного членика петиоля, который несёт вертикальную чешуйку. Жало отсутствует. Самцы этого рода долгое время оставались неизвестными и были впервые описаны лишь в 1995 году для вида Rossomyrmex minuchae. Самцы этого вида чёрные, имеют прозрачные крылья с заметными жилками, дискоидальная ячейка отсутствует; парамеры гениталий удлинённые и почти цилиндрические, базальный отросток очень слабо развит; вольселла цилиндрическая и почти в три раза длиннее своей ширины, лациния удлинённая, равная по длине парамерам.

## Биология
Rossomyrmex это один из двух облигатных родов муравьёв-рабовладельцев из подсемейства Formicinae, второй — Polyergus. В качестве рабов муравьи рода Rossomyrmex используют виды из рода Proformica. Семьи моногинные (колонии с одной маткой). Оба рода развили рабовладельческое поведение независимо друг от друга и являются близкими филогенетическими родственниками. Однако, они ещё более тесно связаны с родами, на которых они паразитируют, чем друг с другом, а Rossomyrmex эволюционно более близок и родственен с Cataglyphis, чем с Polyergus.
Муравейники располагаются в земле, имеют незаметный вход, которые закрывают на ночь. В условиях каменистых, солончаковых и глинистых пустынь Семиречья муравьи закрывают вход на несколько самых жарких месяцев и впадают в неактивное состояние. Семьи малочисленные и содержат от 20 до 200 муравьёв Rossomyrmex. Число рабов может превышать пятьсот рабочих особей Proformica.

### Пары паразит-хозяин
Каждый вид муравьёв-рабовладельцев имеет один вид-рабов из рода Proformica, формируя уникальные коэволюционные пары:
- Rossomyrmex proformicarum — Proformica epinotalis
- Rossomyrmex quandratinodum — Proformica sp.
- Rossomyrmex anatolicus — Proformica korbi
- Rossomyrmex minuchae — Proformica longiseta

### Рейды
Муравейники рабовладельцев необходимо периодически пополнять рабочими-хозяевами, и это делается с помощью рейдов, или набегов. Стандартный процесс заключается в том, что, найдя новое гнездо хозяина для вторжения, рабочий-разведчик отмечает путь к своему гнезду феромонами, а затем через несколько секунд начинает привлекать других рабовладельцев. Затем они быстро направляются к целевому гнезду вида-раба, атакуют его, захватывают и несут как можно больше личинок и куколок и возвращаются в своё гнездо по тому же следу, отмеченному феромонами. Рабочие атакованного гнезда могут драться или убегать, хотя у Proformica наиболее распространённым поведением является бегство, вероятно, потому, что они всегда проигрывают драки. Rossomyrmex — единственный известный науке рабовладелец, который во время рейдов использует исключительно транспортировку для имаго и единую цепочку вербовки вместо феромонов. Такое поведение, вероятно, сдерживается засушливой средой обитания: набеги происходят в начале лета, когда температура поверхности почвы может достигать 30 °C, температура, при которой феромоны быстро испаряются. Это условие означает, что рейды Rossomyrmex кажутся менее эффективными, чем рейды с феромонами; это, вместе с обычно убегающим поведением хозяев Proformica, позволяет выжить нескольким атакованным гнёздам. Наконец, ещё одно важное отличие в поведении Rossomyrmex при набегах заключается в том, что возвращение в гнездо паразита с ограбленным выводком происходит на следующий день после нападения, а не позже в тот же день.

### Размножение
Репродуктивное поведение муравьёв-рабовладельцев обычно состоит из синхронного появления половых особей, за которым следует брачный полёт и вторжение в гнездо хозяина, но также в некоторых случаях самка демонстрируют брачное поведение вокруг родного гнёзда, чтобы привлечь самцов и немедленно после спаривания ищет гнездо хозяина, чтобы узурпировать его. Однако репродуктивная стратегия Rossomyrmex сильно отличается от описанной выше. Самцы и самки выходят из родового гнёзда в разное время в течение дня, и самцы всегда улетают вскоре после своего появления. Девственные самки Rossomyrmex демонстрируют типичное поведение брачного зова возле родного гнёзда, но из-за небольшого количества гнёзд и того, что половые особи производятся не каждый год во всех гнёздах, некоторые самки остаются девственными и не могут основывать новые гнёзда, несмотря на то, что несколько раз исполняют брачное поведение подряд несколько дней. Когда самец прилетает к гнезду, к самкам демонстрирующим брачное поведение, он спаривается с как можно большим количеством самок, что является одним из немногих известных случаев полигамии самцов у муравьёв, особенно когда спаривание происходит вне гнезда. Напротив, самки строго моноандричны, хотя есть сообщения о некоторых случаях многократного спаривания маток. Недавно спарившиеся самки всегда бегут прятаться в родном гнезде после первого совокупления и не ищут последующего спаривания. Это репродуктивное поведение, по-видимому, сдерживается низким производством половых особей, особенно самцов (что даёт преимущество брачному поведению самок, а не брачным полётам и многократному спариванию самцов).
Недавно спарившиеся матки ищут гнездо вида-хозяина (или раба) для вторжения, и при этом они не встречают сопротивления со стороны рабочих-хозяев и их маток-королев благодаря отталкивающему эффекту железы Дюфура, которая у них сильно развита для целей узурпации. После захвата гнезда-хозяина путём убийства резидентных маток размер этой железы уменьшается. Эта стратегия вторжения в гнездо вида-хозяина контрастирует с другой расширенной стратегией, заключающейся в том, что только что спарившиеся матки отправляются в рейд за новыми рабов вместе с рабочими, что облегчило бы проникновение в гнездо хозяина.
В системе Proformica-Rossomyrmex способность к расселению у видов-хозяев и паразитов существенно различается. Proformica обычно полигинны (колонии с множеством яйцекладущих самок) с бескрылыми матками, которые основывают новые гнёзда путём почкования колонии; поэтому они, вероятно, демонстрируют ограниченное расселение и сильно структурированные популяции, в то время как Rossomyrmex является моногинным (колонии с одной маткой), с крылатыми обоими полами и демонстрирует независимое основание колонии.

## Распространение
Встречаются в степных, пустынных и горных регионах Палеарктики: Казахстан, западный Китай, Россия (Нижнее Поволжье), Испания, Турция. Азиатские виды (пары паразит-хозяин) живут в основном на обширных равнинах, тогда как испанская пара R. minuchae — P. longiseta обитает на вершине трёх высоких гор на юге Испании . Несмотря на эту очевидную разницу в среде обитания (расширенные равнины и высокие горы), абиотические условия очень похожи и соответствуют типичной засушливой степи. Однако основное отличие заключается в том, что испанские популяции малочисленны и географически изолированы друг от друга.

## Классификация
Род включает 4 вида.
- Rossomyrmex anatolicus Tinaut, 2007 — Турция[5]
- Rossomyrmex proformicarum Arnol'di, 1928 — Казахстан, Россия (Северный Кавказ и Нижнее Поволжье)[4][11][20]
- Rossomyrmex minuchae Tinaut, 1981 — Испания[21]
- Rossomyrmex quandratinodus Xia & Zheng, 1995 — Казахстан[22] и Китай (Синьцзян-Уйгурский автономный район)[23]

## Охранный статус
Несколько видов рода Rossomyrmex занесены в Красный список угрожаемых видов МСОП (The IUCN Red List of Threatened Species) в категорию уязвимые виды (VU):
 Rossomyrmex minuchae — уязвимый
 Rossomyrmex proformicarum — уязвимый